# Davies Patera
La Davies Patera è una struttura geologica della superficie di Venere.